# Russisches Eisenbahnmuseum
Das Russische Eisenbahnmuseum (russisch Музей железных дорог России), vormals Oktoberbahnmuseum (russisch Музей Октябрьской железной дороги), ist ein Eisenbahnmuseum in Sankt Petersburg, Russland.

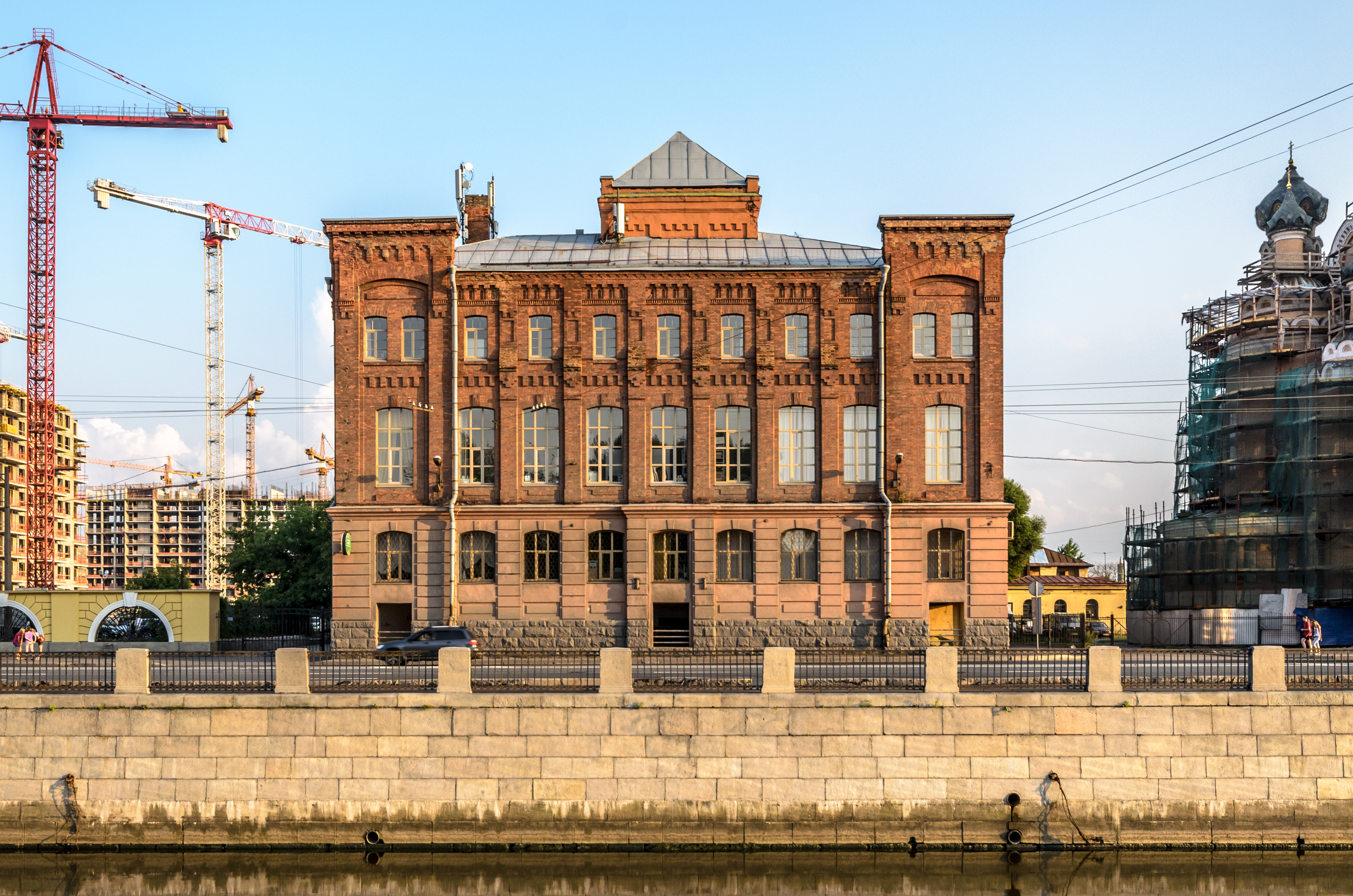
Hauptgebäude des ehemaligen Oktoberbahn-Museums

## Geschichte
1977 begann anlässlich des 150-jährigen Bestehens der russischen Eisenbahn der Aufbau des Museums. 1978 wurde es als Oktoberbahn-Museum am Liteiny-Prospekt 62 eröffnet, und bestand aus einer Sammlung alter Eisenbahnfahrzeuge.
Am 1. August 1991 wurde im Dorf Schuschary (Шушары) das Museum der Eisenbahntechnik als Abteilung des Oktoberbahn-Museums  neu eröffnet. Es befand sich einige Kilometer außerhalb von Sankt Petersburg. Der nächstgelegene Bahnhof bekam den Namen Parowosny Musei (Паровозный музей – Dampflokomotivenmuseum). Auf 7.500 m² Fläche und 1000 m Gleisen wurden 40 Exponate gezeigt. Über die Jahre wuchs die Zahl der Exponate auf 180 an.
2001 zogen Teile der Exposition des Museums in den ehemaligen Warschauer Bahnhof in Sankt Petersburg. Hier umfasste das Museum 20.000 m² mit vier Ausstellungsgleisen und einem Gleis für historische Dampfzüge.
2007 begannen die Planungen zu einem weiteren Umzug des Museums, da die Gleise, die zum Warschauer Bahnhof führten, geräumt werden mussten.
2012 begannen die Bauarbeiten auf einem Gelände direkt neben dem Baltischen Bahnhof.
Am 1. November 2017 wurde das Museum nun als Russisches Eisenbahnmuseum neu eröffnet. Mit einem etwa 39.000 m² großen Gelände und 16.000 m² Hallenflächen ist es eines der größten Eisenbahnmuseen weltweit. In zwei Gebäuden, einem alten Lokschuppen und einem großen, modernen Neubau, sowie auf einem großen Freigelände werden etwa 200 Lokomotiven und Wagen aus 180 Jahren russischer Eisenbahngeschichte sowie weitere Exponate gezeigt.
Bilder vom alten Standort Warschauer Bahnhof:

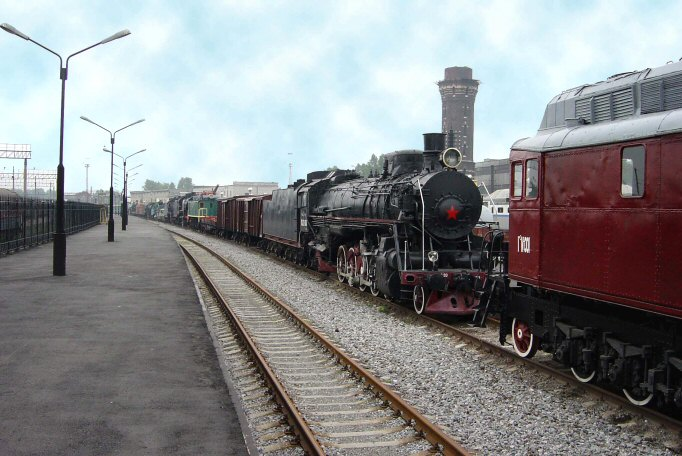
Dampflokomotive
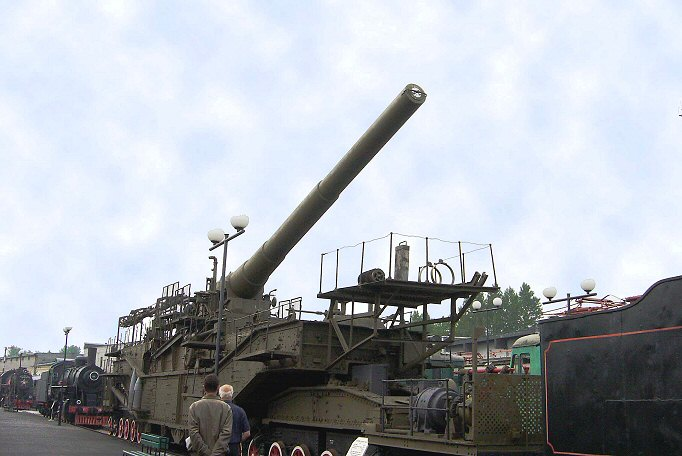
Eisenbahngeschütz TM-3-12
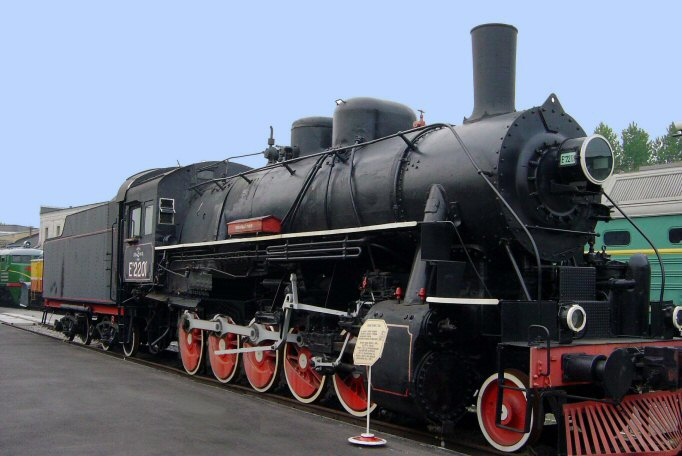
Dampflokomotive E2201
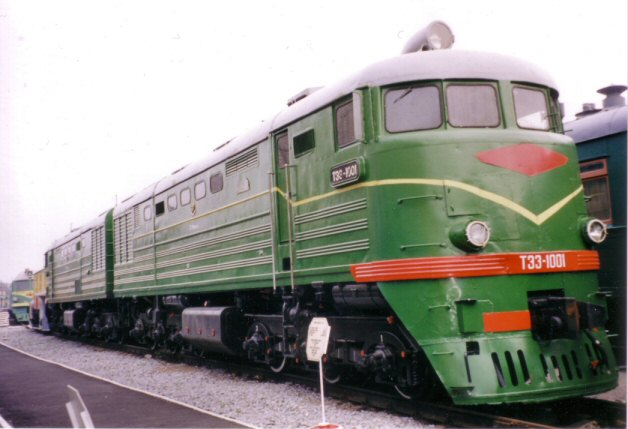
Diesellokomotive T33-1001
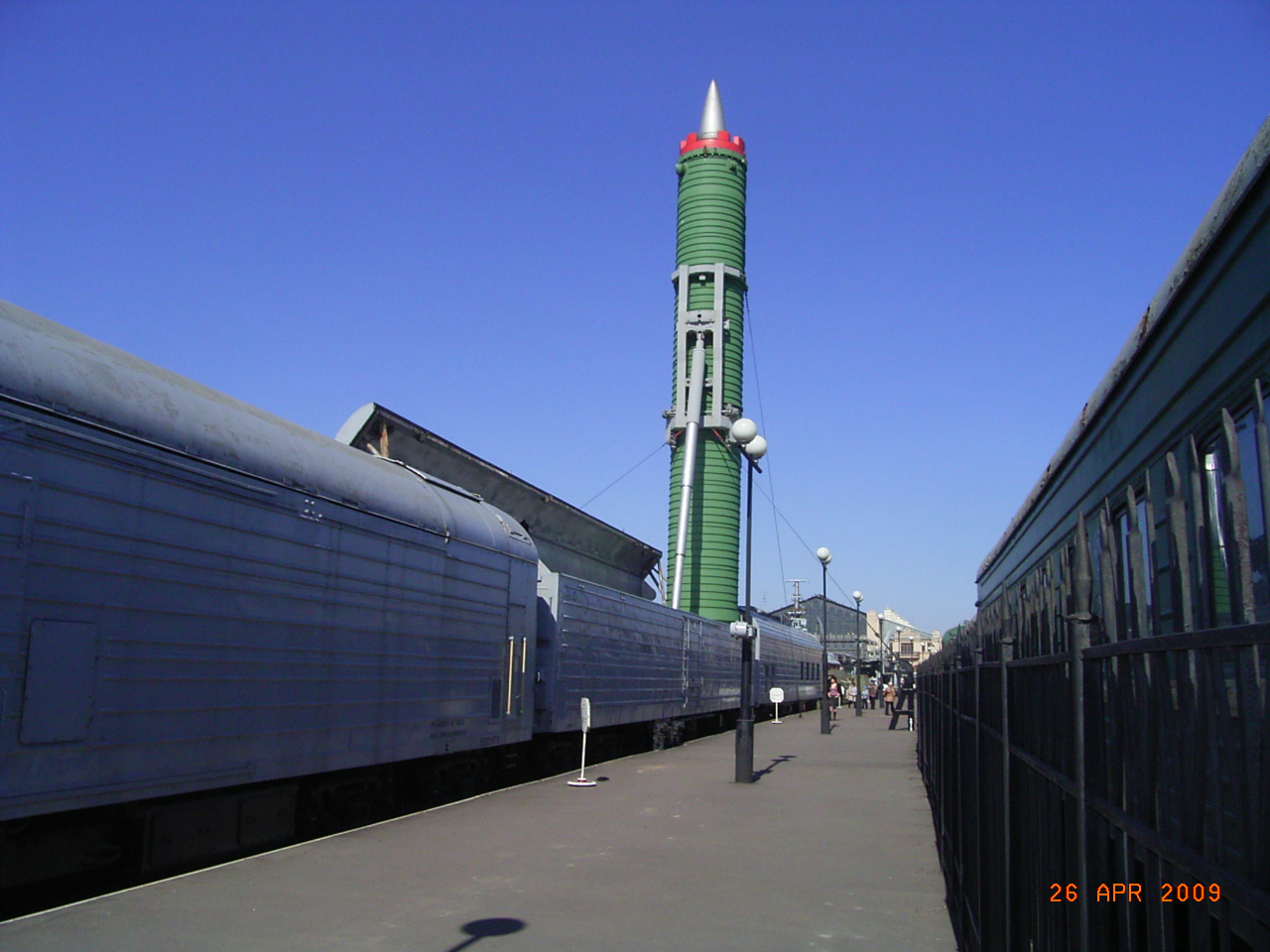
Eisenbahnstationierter Interkontinentaler Raketenkomplex
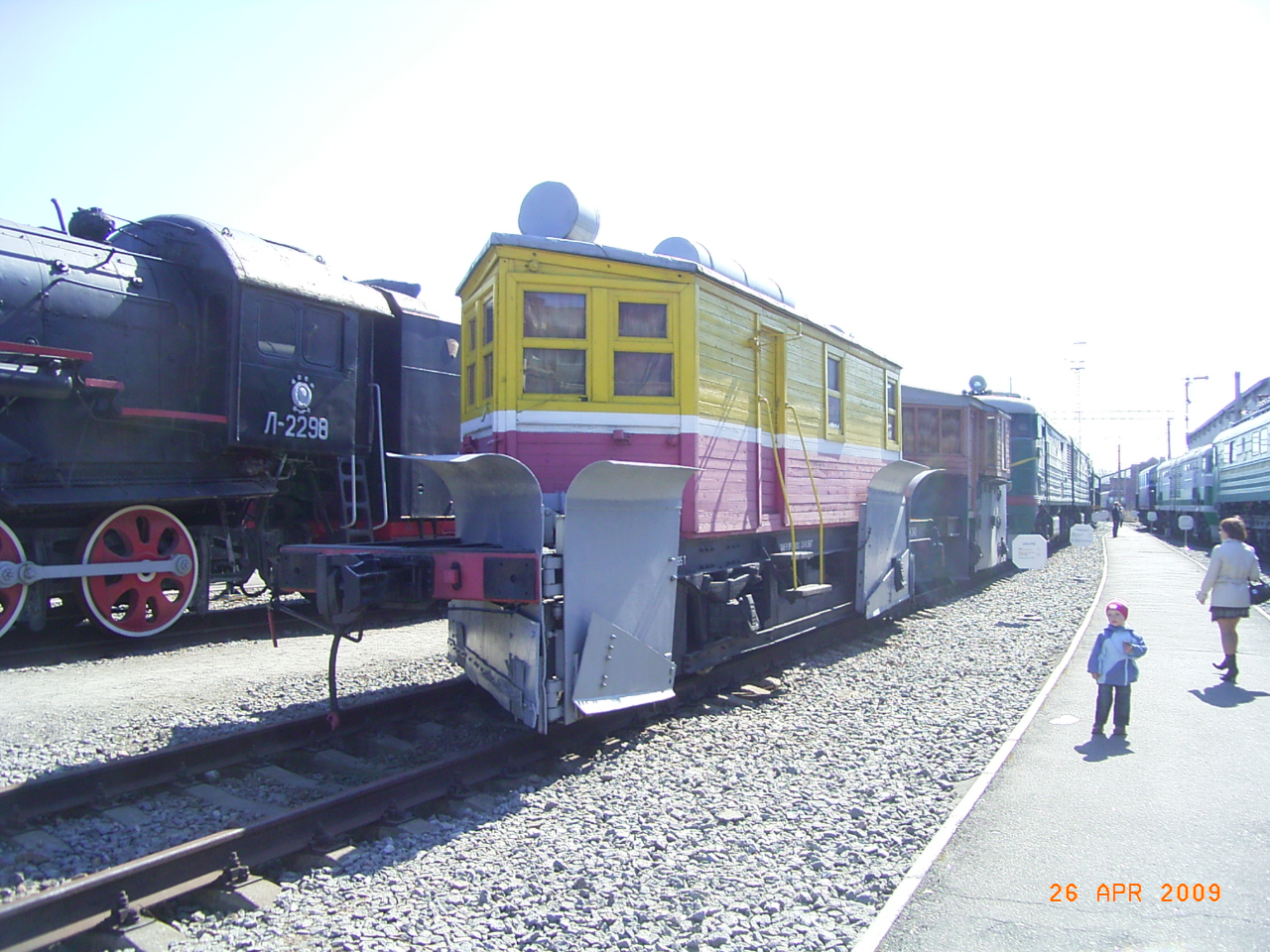
Schneepflug
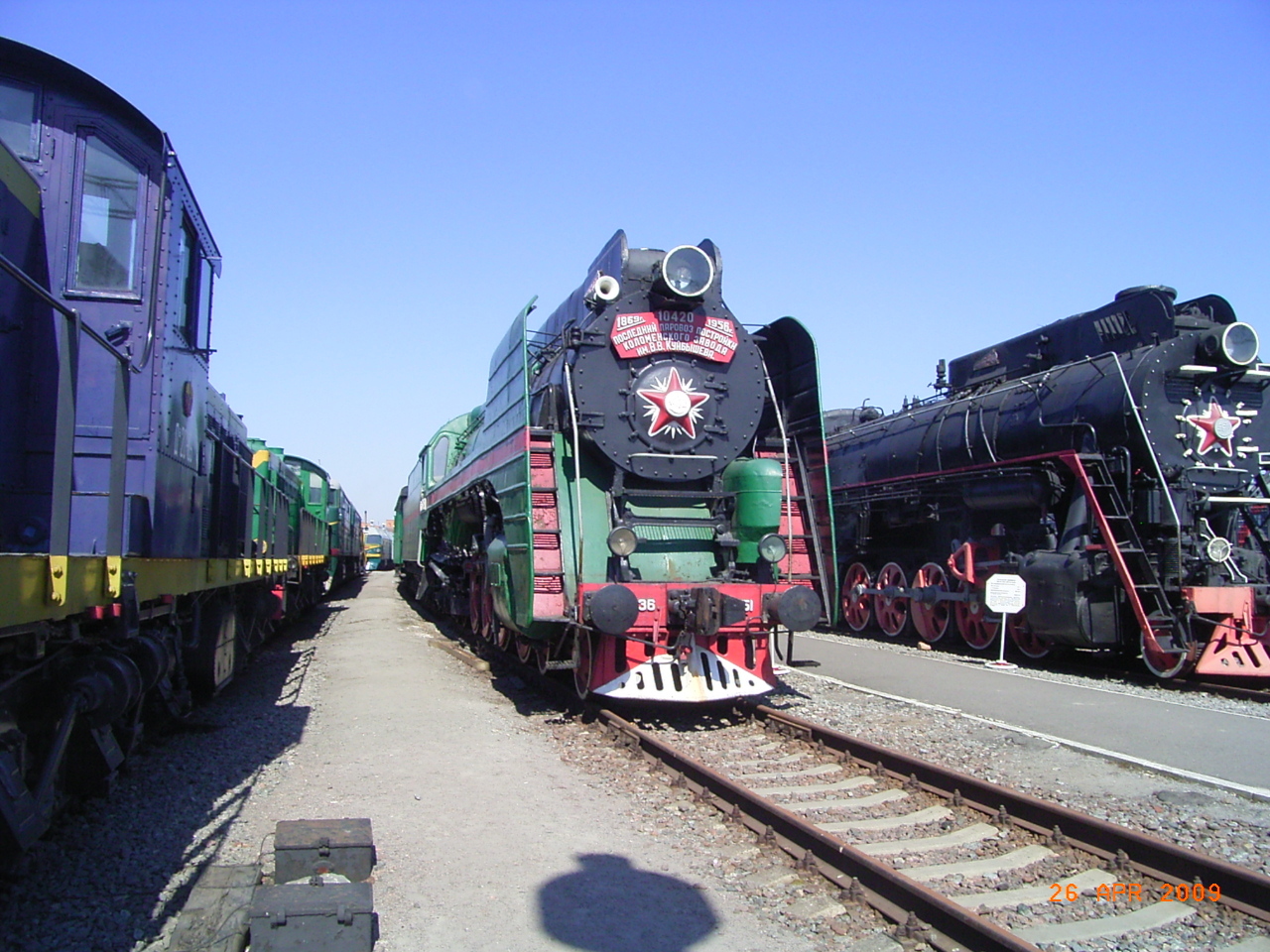
Verschiedene Dampfloks
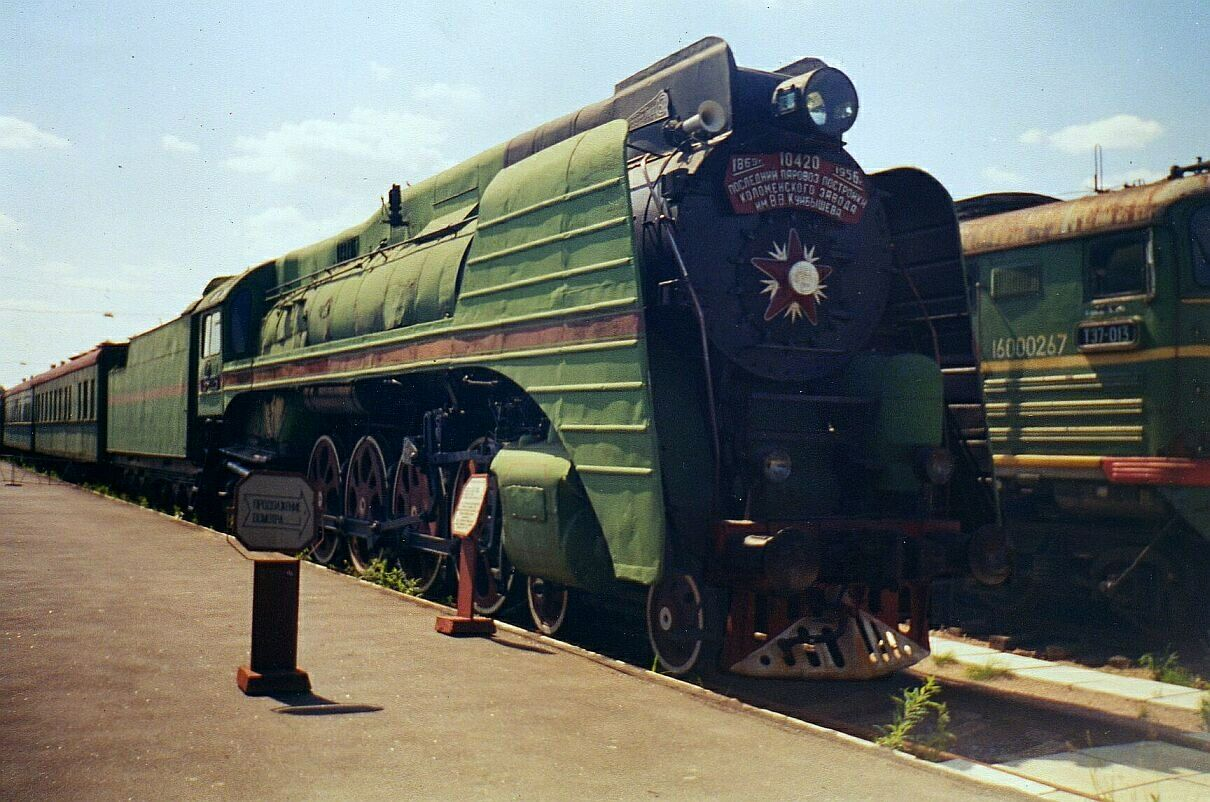
P36-0251 von 1956, letzte in der Sowjetunion gebaute Dampflokomotive. Bild aus Schuschary